# Laika (Hunderasse)
Laika (russisch лайка, Laika Singular / лайки, Laiki, Plural) ist ein Sammelname für verschiedene nordische Hunderassen, mit einer Verbreitung im gesamten nördlichen Eurasien von Finnland bis an die Beringstraße und in weiten Teilen Sibiriens. Nach Systematik der FCI gehören sie zu Gruppe 5 (Spitze bzw. Hunde vom Urtyp) und darin zu Sektion 2 (Nordische Jagdhunde). Die drei Rassen Russisch-Europäischer Laika, Ostsibirischer Laika und Westsibirischer Laika sind unter den Standard-Nummern 304, 305 und 306 von der FCI anerkannt, seit 2019 ist außerdem der Jakutische Laika unter Standard-Nummer 365 vorläufig anerkannt.
Die Hündin namens Laika, die 1957 im Rahmen des sowjetischen Raumfahrtprogramms als erstes Lebewesen in den Weltraum geschickt wurde, gehörte nicht zu diesen Rassen.

## Herkunft und Bedeutung des Begriffs „Laika“ im Russischen
Das Wort Laika (лайка) ist ein vom Verb layat (лаять, bellen) abgeleitetes Hauptwort und bedeutet wörtlich übersetzt Beller. Die Bedeutung liegt in der jagdlichen Nutzung, da Laiki die Beute umkreisen und durch Bellen anzeigen.
Im Russischen ist лайка feminin, anlehnend an die ebenfalls feminine russische Bezeichnung собака (sobaka) für „Hund“. Im Deutschen wird Laika hingegen häufiger maskulin verwendet, somit der oder die Laika.

## Beschreibung
Die drei Rassen sind sich sehr ähnlich, sie werden durchschnittlich etwa 60 cm groß und bis zu 30 kg schwer. Auch innerhalb einer Rasse divergieren sie wie bei vielen „Gebrauchshunden“, wo die Rassezugehörigkeit nachrangig ist, im äußerlichen Phänotyp und in der Größe (Widerristhöhe 51 bis 64 cm). Der Allunions-Kynologenkongress in der damaligen Sowjetunion stellte 1947 für vier Laika-Rassen Standards auf, die seit 1980 von der FCI anerkannt sind. Neben diesen Standards gibt es noch weitere regionale Rassen.
Für alle Laiki gilt in etwa: dichtes Fell mit reichlich Unterwolle, fuchsfarbig, graurötlich, schakalfarbig, wolfsfarbig, gelb, schwarz/weiß. Stehende, etwas seitlich angesetzte Ohren und ein aufgerollter Schwanz. Die Ostsibirischen Laiki sind im Schnitt geringfügig größer als die anderen Rassen.

## Arbeitsweise bei der Jagd
Laiki sind selbstständig jagende Hunde mit der Anlage zu einer deutlich ausgeprägten Führerbindung. Gemäß ihrer jagdlichen Brauchbarkeit werden sie den Stöberhunden zugeordnet, zu deren Hauptaufgaben das selbstständige Finden, Stellen und Verbellen der Beute gehört. Im Unterschied zu den Bracken sind Laiki in der Regel nicht spurlaut. Sobald sie auf einer Bewegungsjagd (z. B. in einer Dickung bei Kontakt mit Schwarzwild) dicht an das Wild herangekommen sind, zeigen sie dies durch lautes Bellen an. Ein gut ausgebildeter Laika treibt das Wild nicht vor sich her, sondern umkreist es, so dass es an einer Stelle verbleibt, was dem nachrückenden Jäger die Chance gibt, das Stück zu erlegen. Beim Stöbern setzen Laiki typischerweise alle Sinne gleichberechtigt ein, also nicht nur ihre Nase.
Im Unterschied zum Elchhund stöbert ein Laika nicht sehr weit und sucht etwa alle 20–30 Minuten den Kontakt zum Hundeführer.
Laiki können nach entsprechender Einarbeitung auch zur Nachsuche von angeschossenem Wild eingesetzt werden.

## Rassen im Einzelnen

### Russisch-Europäischer Laika

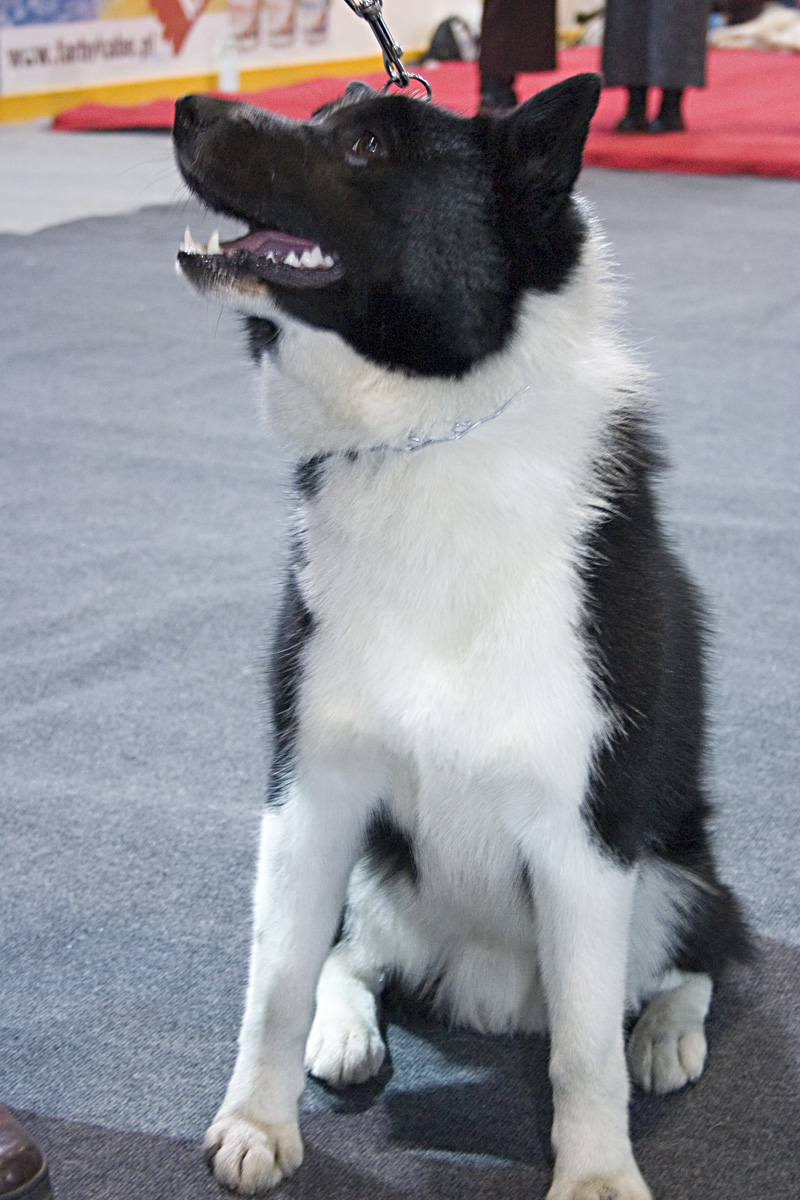
Russisch-Europäischer Laika

Diese Rasse (FCI-Rassestandard 304) ist im Bereich der Halbinsel Kola bis hin zum Fernen Osten Russlands verbreitet. Sie wurde in Abgrenzung zu den ost- und westsibirischen Laiki erstmals vom Allunions-Kynologenkongress der Sowjetunion im Jahre 1947 definiert und 1952 endgültig bestätigt. Der Russisch-Europäische Laika ist eng verwandt mit dem Karelischen Bärenhund. Er ist der kleinste aller anerkannten Laiki. Die am weitesten verbreitete Färbung in der Rasse ist schwarz mit weißen Abzeichen. Dieser Laika-Schlag hat mittlerweile seinen Weg ins europäische Ausland gefunden.

### Ostsibirischer Laika

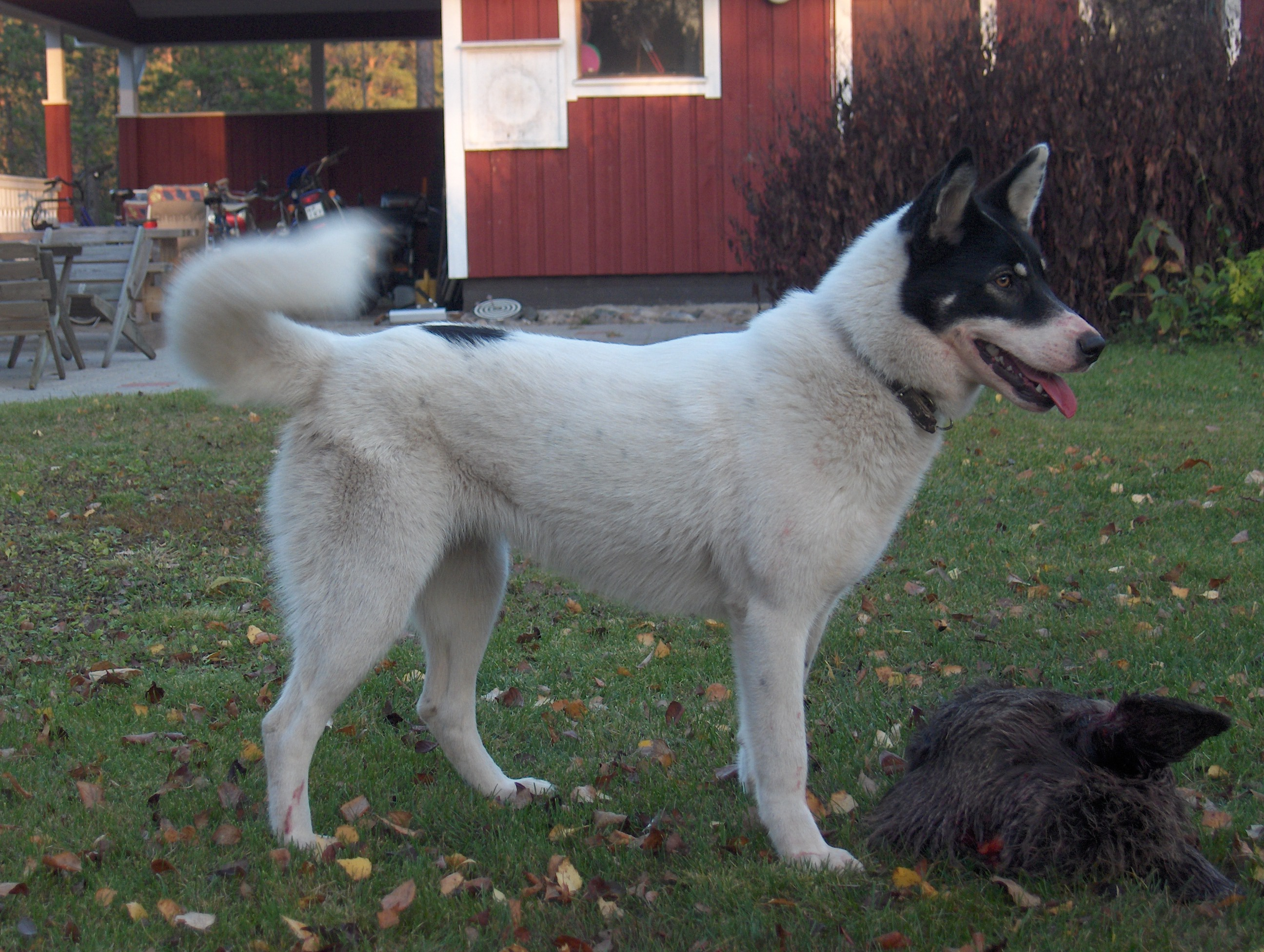
Ostsibirischer Laika

Diese Rasse (FCI-Rassestandard 305, vom Allunions-Kynologenkongress der Sowjetunion 1947 anerkannt) ist der Laika des Gebiets der offenen Taiga und Sibiriens. Aufgrund der Umweltbedingungen und seinem Aufgabengebiet ist dies die größte der hier angesprochenen Laika-Rassen.

### Westsibirischer Laika

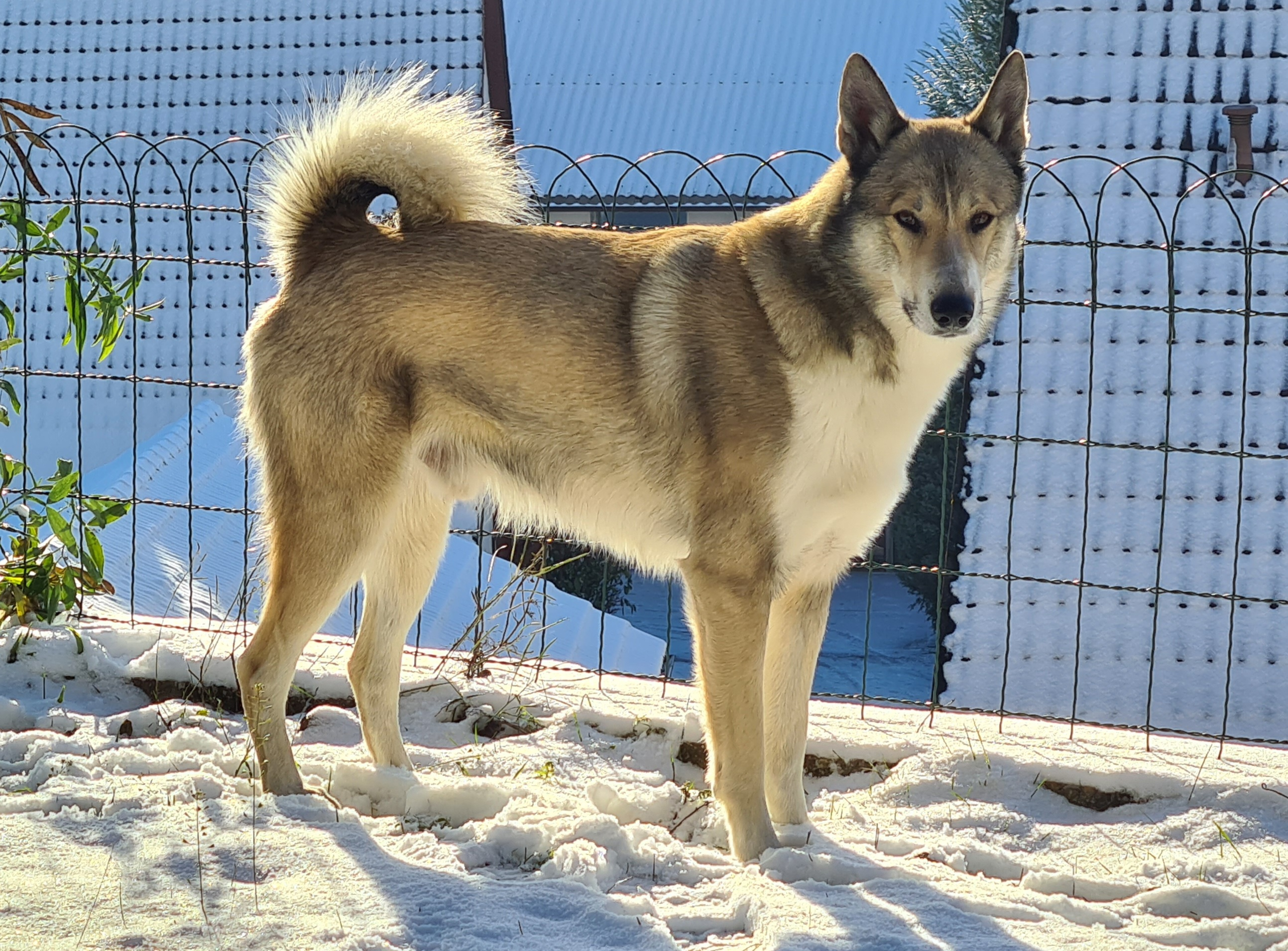
Westsibirischer Laika, dreijähriger Rüde

Das Ursprungsgebiet dieser Rasse lag im Stammesgebiet der Mansen und Chanten (alter Name „Ostjaken“), was dem heutigen Autonomen Kreis der Chanten und Mansen und dem südlichen Teil vom Autonomen Kreis der Jamal-Nenzen entspricht, in dem ebenfalls Chanten leben. Hauptverbreitungsgebiet des Westsibirischen Laika ist die Waldzone des Urals, Westsibiriens und des unteren Ob-Gebietes. Die Rasse wird bei der Großwildjagd eingesetzt. Sie ist wie die anderen beiden Hauptrassen seit 1947 bzw. 1952 vom Allunions-Kynologenkongress der Sowjetunion und seit 1980 mit Rassestandard-Nr. 306 von der FCI anerkannt. Innerhalb der Rasse wird bis in die Gegenwart vom Russischen Kynologenverband (RKF = Российская кинологическая федерация, Rossijskaja kinologitscheskaja federazija) ein mansischer und ein chantischer Phänotyp unterschieden, die in historischer Zeit als klimatische Anpassung entstanden. Der Westsibirische Laika vereint die besten Eigenschaften beider Typen.
Westsibirische Laiki vom mansischen Typ leben in der Taiga, sie sind größer und haben ein quadratisches Format. Der Hals ist hoch angesetzt, Schnauze und Schädel sind gleich lang, die Schnauze ist spitz. Die Ohren sind groß, durch die längere Außenlinie wirken sie enger beieinander stehend. Die Augen sind rund und ausdrucksvoll.
Laiki vom chantischen Typ sind gedrungener, infolge der kürzeren Beine wirken sie aber lang gestreckter als der südliche Typ. Die Brust ist breit, der Hals ist eher niedrig angesetzt, wie bei einem Wolf. Der Kopf hat von oben gesehen aufgrund des kürzeren Fangs die Form eines gleichseitigen Dreiecks, die Kopflinien sind steiler. Die Ohren sind mittelgroß und haben die Form von gleichschenkligen Dreiecken. Der Augenabschnitt ist deutlich schräg. Ihr Fell hat mehr Unterwolle, da sie an das raue und kalte Klima im Gebiet des unteren Ob angepasst sind.

### Jakutischer Laika
Der Jakutische Laika (russ.: Yakutskaya Laika) ist im nordostsibirischen Gebiet Sacha (auch Jakutien, russisch Якутия) beheimatet. Die Rasse wurde 2006 von der RKF definiert und von der FCI als Rassestandard Nr. 365 im Jahre 2019 vorläufig anerkannt.

### Andere Laiki
Die urtypischen Hunde in Sibirien sind Abkömmlinge der ersten Hunde, die aus dem Süden eingewanderte Völker in diese Regionen mitbrachten (vgl. Urhund). Dazu gehört der Tschukotskaja Jesdowaja, auch Tschuktschen-Laika oder Jesdowaja Laika (wörtlich Reise-Laika) genannt, dessen Verbreitung auf der Tschuktschen-Halbinsel liegt. Seine Hauptbedeutung hat er hier als Schlittenhund. Diese Rasse ist bisher nur vom russischen Verband RKF anerkannt.
Auch andere regionale Laika-Rassen sind international bisher nicht anerkannt. Dazu gehören der Nenzen-Laika (russ. Ненецкая лайка), auch Rentierspitz (russ. Оленегонный шпиц) genannt, der Ewenken-Laika (russ. Эвенкийская лайка) und der Karelisch-finnische Laika (russ. Карело-финская лайка).